# Połączenie wdzwaniane
Połączenie wdzwaniane, połączenie komutowane – sposób połączenia komputera z siecią komputerową polegający na wykorzystaniu modemu telefonicznego do połączenia się z serwerem dostępowym sieci. W celu uzyskania połączenia wykorzystywana jest zwykła stacjonarna linia telefoniczna (analogowa lub cyfrowa) w postaci metalowej pętli abonenckiej lub rzadziej, jako radiowe łącze abonenckie albo bezprzewodowe łącze telefonii komórkowej w publicznej sieci telekomunikacyjnej. Serwer dostępowy przekazuje ruch pochodzący z tak połączonego komputera do sieci komputerowej, np. sieci Internet. 
Dostęp wdzwaniany był popularnym sposobem połączenia z Internetem świadczonym przez dostawców usług internetowych jako najprostsza, ale zazwyczaj też najdroższa w przeliczeniu na czas połączenia, forma dostępu do Internetu. Często jest to jedyna możliwość połączenia z Internetem w krajach o słabo rozwiniętej szerokopasmowej infrastrukturze sieciowej. Poza tym, tego typu połączenia są używane jako sposób na łączenie się z siecią korporacyjną przez użytkowników zdalnych i jako łącza zapasowe w sieciach WAN (głównie kablowe linie cyfrowe ISDN).
Wdzwaniane połączenie z Internetem traci na popularności na rzecz technologii ADSL, oferowanej na przykład w ramach usługi Neostrada w sieci Orange Polska, oraz stałych łączy. W większych miastach konkurencją dla połączeń wdzwanianych są też dostawcy telewizji kablowej oferujący szerokopasmowy dostęp do Internetu jako jedną z usług w pakiecie z programami telewizyjnymi. Wykorzystują do tego specjalne urządzenia zwane modemem kablowym.
Połączenia wdzwaniane dzielą się na dwie główne kategorie:
- połączenie analogowe, w którym szeregowy port komunikacyjny komputera łączy się za pośrednictwem modemu z siecią telefoniczną. Prędkość transmisji zazwyczaj nie przekracza 56 kb/s. Rozwiązanie to jest popularne ze względu na rozpowszechnienie sieci telefonicznej i niską cenę modemu. Korzysta się z niego często tam, gdzie założenie stałego łącza jest niemożliwe.

- połączenie cyfrowe, korzystające z sieci cyfrowej z integracją usług ISDN lub sieci cyfrowej telefonii komórkowej GSM/GPRS/EDGE/UMTS. Rozwiązanie z użyciem ISDN jest najczęściej stosowane przez firmy, które posiadają stałe połączenie z Internetem, ale potrzebują dodatkowej przepustowości w określonych godzinach lub by zapewnić połączenie zapasowe uruchamiane w razie awarii podstawowego łącza do Internetu lub łącza korporacyjnej sieci WAN. W Polsce wykorzystanie połączeń ISDN jest niewielkie. Połączenia wdzwaniane wykorzystujące sieć telefonii komórkowej są używane głównie przez mobilnych zdalnych użytkowników sieci korporacyjnych i użytkowników telefonów komórkowych oferujących dostęp i przeglądanie Internetu bezpośrednio na telefonie.

Aby rozpocząć połączenie wdzwaniane, należy wybrać tzw. telefoniczny numer dostępowy, pod którym stale oczekuje na połączenia serwer dostępowy (ang. Network access server). W przypadku sieci telefonii komórkowej numerem dostępowym zwykle jest ciąg znaków *99***1# lub podobny zależnie od konfiguracji serwerów operatora sieci. Najpopularniejszym numerem dostępowym w Polsce jest 202122 (dawniej 0202122) (Orange Polska).
Współczesne modemy telefoniczne mają zazwyczaj teoretyczną szybkość transferu 56 kbit/s (przy użyciu protokołu V.90 lub V.92), chociaż w większości przypadków normą jest 40-50 kbit/s. Czynniki takie jak szum linii telefonicznej oraz jakość samego modemu odgrywają dużą rolę przy określaniu prędkości połączenia. Niektóre połączenia mogą mieć prędkość zaledwie 20 kbit/s w środowisku o dużym natężeniu hałasu, na przykład w pokoju hotelowym, w którym linia telefoniczna jest dzielona z wieloma osobami lub na obszarach wiejskich, wiele kilometrów od centrali telefonicznej. Inne czynniki, takie jak bardzo długie pętle, cewki Pupina, podwójne skrętki, ogrodzenia elektryczne (zazwyczaj na obszarach wiejskich) i cyfrowe nośniki pętli mogą również spowolnić połączenia do 20 kbit/s lub mniej.
Połączenia wdzwaniane są zwykle realizowane z użyciem protokołu PPP (dawniej też SLIP) w warstwie łącza, na którym bazują wyższe warstwy stosu TCP/IP.
W oparciu o połączenia wdzwaniane działały serwisy typu BBS.
Odwrotnością połączenia wdzwanianego pod względem sposobu inicjowania jest połączenie typu call back, czyli oddzwaniane. Polega ono na tym, że użytkownik łączy się z serwerem dostępowym na czas najwyżej kilkunastu sekund, podczas których następuje autoryzacja użytkownika i ewentualnie ustalenie numeru, z którego nastąpiło połączenie, po czym serwer dostępowy przerywa połączenie i za chwilę oddzwania na ten sam lub inny wcześniej zdefiniowany numer telefoniczny użytkownika.